# 布古斯
36°39′34″N 8°22′10″E / 36.65944°N 8.36944°E
布古斯（阿拉伯语：‎），是阿爾及利亞的城鎮，位於該國東北部塔里夫省，由塔里夫區負責管轄，面積216平方公里，海拔高度183米，2008年人口11,234，人口密度每平方公里52人。